# بن کر
بن کر (انگلیسی: Ben Coker؛ زادهٔ ۱۷ ژوئن ۱۹۸۹) بازیکن فوتبال اهل بریتانیا است.
از باشگاه‌هایی که در آن بازی کرده‌است می‌توان به باشگاه فوتبال هیستون، باشگاه فوتبال کولچستر یونایتد، باشگاه فوتبال ساوتند یونایتد، باشگاه فوتبال بری تاون، باشگاه فوتبال چلمزفورد سیتی، و باشگاه فوتبال بارتون راورز اشاره کرد.